# فريديريك آدم (ملحن)
فريديريك آدم (بالفرنسية: Frédéric Adam) هو موزع وملحن فرنسي، ولد في 4 يناير 1904 في هينسبورغ في فرنسا، وتوفي في 7 سبتمبر 1984 في إكيرتش في فرنسا.